# Бистряги
Бистря́ги (рос. Быстряги) — селище у складі Орічівського району Кіровської області, Росія. Входить до складу Мирнинського міського поселення.
Населення становить 116 осіб (2010, 160 у 2002).
Національний склад станом на 2002 рік — росіяни 97 %.